# Ringwall Geiselhöring

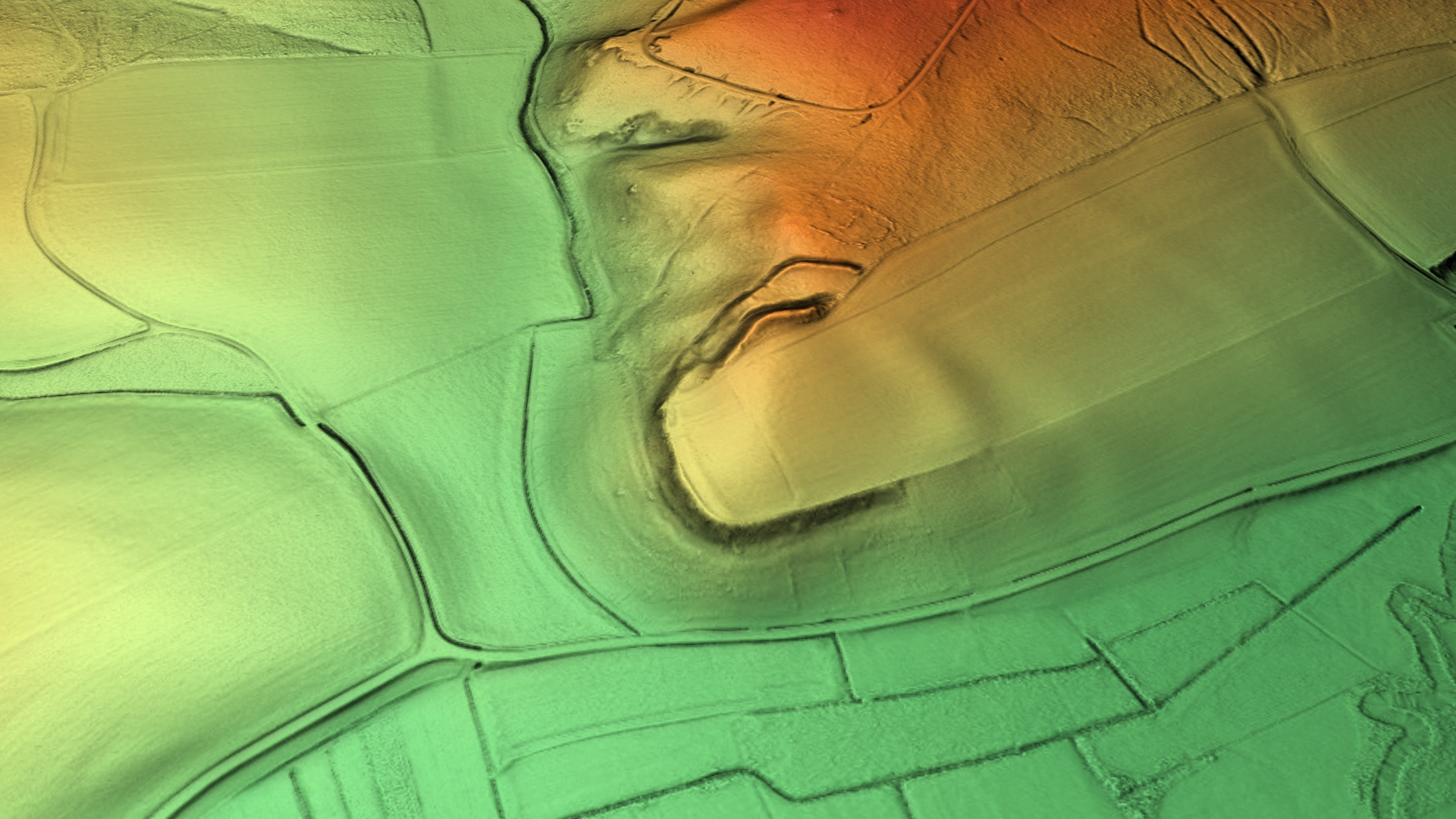
3D-Ansicht des digitalen Geländemodells

Der Ringwall Geiselhöring liegt nahe der niederbayerischen Stadt Geiselhöring im Landkreis Straubing-Bogen. 
Der Ringwall liegt nördlich der Kleinen Laber zwischen den Gemeindeteilen Haagmühl und Weingarten in der Waldabteilung Grillen. 
Die Anlage wird als Bodendenkmal unter der Aktennummer D-2-7140-0124 im Bayernatlas als „Ringwall des frühen Mittelalters“ geführt. Der Ringwall besteht nach Norden aus einem abgeflachten Halbkreis mit etwa 180 m Länge.
900 m weiter westlich befindet sich ein zweiter Ringwall (Ringwall Haagmühl), der unter der Aktennummer D-2-7140-0121 im Bayernatlas ebenfalls als „Ringwall des frühen Mittelalters“ bezeichnet wird. Etwa 1000 m nordwestlich sind im Grillenwald noch zwei weitere Keltenschanzen (Hintere und Vordere Schanzen) vorhanden, die unter der Aktennummer D-2-7140-0122 im Bayernatlas als „Viereckschanzen und Siedlung der späten Latènezeit sowie verebnetes Grabenwerk und Siedlung vor- und frühgeschichtlicher Zeitstellung“ bezeichnet werden. Ebenfalls 900 m südwestlich liegt bei Weingarten der Ringwall Sallach. 